# Лидс Юнайтед
«Лидс Юна́йтед» (полное название — Футбольный клуб «Лидс Юна́йтед»; англ. Leeds United Football Club, английское произношение: [liːdz ju:ˈnaɪtɪd 'futbɔ:l klʌb]) — английский футбольный клуб из города Лидс, графство Уэст-Йоркшир. Основан в 1919 году. Является трёхкратным чемпионом Англии. Домашним стадионом клуба является «Элланд Роуд», вмещающий более 37 тысяч зрителей.
Прозвища команды — «белые» (англ. The Whites) (по цвету домашней формы) и «павлины» (англ. The Peacocks; в честь паба The Old Peacock, напротив которого был построен стадион клуба «Элланд Роуд»). Также команду часто называют просто «Юнайтед».
Самыми успешными для «Лидса» стали 1960-е и 1970-е годы. Под руководством Дона Реви клуб дважды становился чемпионом Англии и обладателем Кубка ярмарок, а также выиграл Кубок Англии и Кубок лиги. После ухода Реви «Лидс» выбыл во Второй дивизион в 1982 году. Возвращение в высший дивизион состоялось в 1990 году под руководством Говарда Уилкинсона, а через два года команда вновь вернула себе титул чемпиона, став последним клубом, который победил в Первом дивизионе. В середине 90-х — начале 2000-х годов «Лидс» регулярно выступал в еврокубках. Выходил в полуфиналы Кубка УЕФА и Лиги чемпионов УЕФА. Финансовые проблемы привели к выбыванию команды из Премьер-лиги по результатам сезона 2003/04. В сезоне 2006/07 «Юнайтед» выбыл в Лигу 1. Вернуться в Чемпионшип команде удалось лишь через три сезона. В сезоне 2019/20 команда выиграла Чемпионшип, обеспечив себе возвращение в Премьер-лигу.
Выступает в Премьер-лиге, высшем дивизионе в системе футбольных лиг Англии.

## История клуба

### «Лидс Сити»
Прародителем футбольного клуба «Лидс Юнайтед» считается «Лидс Сити», который был образован в 1904 году. Уже в сезоне 1905/06 команда получила приглашение стать членом Футбольной лиги и участвовать в очередном розыгрыше Второго дивизиона. В это время клуб испытывал постоянные финансовые трудности. В сезоне 1911/12, когда «Лидс Сити» занял 19-е место из 20-ти команд Второго дивизиона, и клубу предстояло пройти процедуру рассмотрения вопроса о переизбрании в число членов Футбольной лиги, его долги превышали 8 000 фунтов.
Наиболее важную роль в лоббировании решения, согласно которому клуб был допущен к следующему розыгрышу Второго дивизиона, сыграл Герберт Чепмен, возглавивший команду в 1912 году. До начала Первой мировой войны ему удалось сделать клуб прибыльным, но с началом войны клубное хозяйство вновь пришло в упадок. В годы войны общеанглийские лиговые соревнования не проводились, и «Лидс Сити», как и все команды, играл в региональных турнирах. Многие игроки ушли на войну, некоторые покинули футбол по причине резкого снижения зарплат, в командах играли «игроки-гости», переходившие из команды в команду, а их зарплаты нередко превышали допустимое ограничение. Кроме того, после войны клуб неожиданно покинул Чепмен.
Перед началом сезона 1919/20 игрок «Лидс Сити» Чарли Коупланд потребовал подписания нового контракта и повышения зарплаты, пригрозив, что сообщит Футбольной лиге о допущенных финансовых нарушениях, в том числе, о незаконных выплатах «игрокам-гостям» в военное время. «Лидс Сити» отказался удовлетворить его требования, и Коупланд обратился к футбольным властям. Доказательства этих обвинений представлены не были, однако клуб отказался предоставить доступ к своим финансовым документам, и это сочли признаком вины. В октябре 1919 года после восьми проведённых «Лидсом» во Втором дивизионе игр клуб был исключён из Футбольной лиги, а пять его руководителей, включая Чепмена, отстранены от футбола пожизненно. В итоге клуб был расформирован, а игроки распроданы с аукциона.

### Основание «Лидс Юнайтед»
Оставшись без своих любимцев, болельщики «Лидс Сити» 17 октября 1919 года основали новый клуб, получивший название «Лидс Юнайтед». Домашним стадионом новой команды остался «Элланд Роуд», а тренером был назначен бывший игрок «Лидс Сити» Дик Рэй. В сезоне 1919/20, клуб выступал в Лиге Мидленда, заняв место резервной команды «Лидс Сити». В 1920 году «Лидс Юнайтед» приобрёл председатель «Хаддерсфилд Таун» Хилтон Кроутер. Изначально он планировал объединить две команды, но этому воспротивились болельщики «Хаддерсфилда», добившись увольнения Кроутера. 31 мая 1920 года «Лидс» вступил в Футбольную лигу, получив 31 голос, и уже в августе дебютировал во Втором дивизионе.

### Ранние годы (1920—1960)

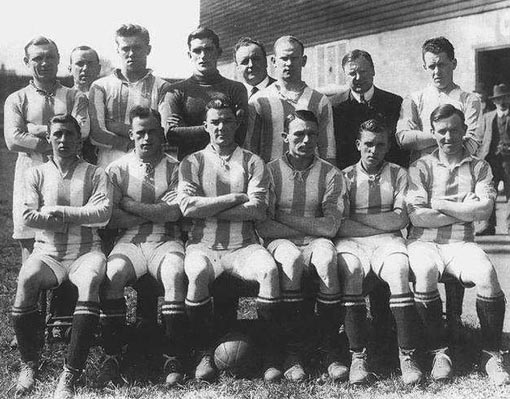
«Лидс Юнайтед» в сезоне 1920/21

В феврале 1920 Кроутеру удалось переманить тренера «Хаддерсфилд Таун» Артура Фэйрклафа, а Дик Рэй был назначен его помощником. По иронии судьбы, первый матч во Втором дивизионе команда провела против «Порт Вейла», занявшего место расформированного «Лидс Сити». Игра завершилась поражением со счётом 0:2. Однако, уже через неделю, в домашнем матче, клуб смог взять реванш, переиграв «Порт Вейл» со счётом 3:1. Завершив первый сезон на четырнадцатом месте, в последующих двух «Лидс» занял соответственно восьмое и седьмое место. Проведя три сезона во Втором дивизионе, в 1924 году клуб стал чемпионом, набрав 54 очка, и впервые поднялся в Первый дивизион. В нём «Лидс» на протяжении трёх сезонов боролся за выживание, и по итогам сезона 1926/27 снова вернулся во Второй дивизион, что повлекло за собой отставку Фэйрклафа. Место главного тренера вновь занял Дик Рэй, покинувший клуб в 1923 году ради работы в «Донкастер Роверс». В первом же сезоне под руководством Рэя команда заняла второе место и вернулась в Первый дивизион. На следующий год «Лидс» сумел закрепиться, став тринадцатым, а в 1929 году занял пятое место в чемпионате, остававшееся наивысшим достижением клуба до 60-х годов. Несмотря на все успехи, команде всё ещё не хватало стабильности. В следующем сезоне «Лидс» занял последнее место в чемпионате, но в сезоне 1931/32 вновь стал вторым и вернулся в Первый дивизион. В течение следующих двух сезонов команда входила в первую десятку. После этого несколько ключевых игроков покинуло «Лидс», что немедленно сказалось на результатах клуба, занявшего восемнадцатое место в сезоне 1934/35. После этого руководство клуба приняло решение расстаться с Диком Рэем, место которого занял Билли Хэмптон. Кроме того, состав «Лидса» пополнили перспективные молодые футболисты, а также несколько опытных игроков. Клуб вернулся к жёлто-синей форме, которую с 1934 года украшал герб города. Изменения пошли на пользу — уже через год «Лидс» занял одиннадцатое место, а в последующих двух сезонах клуб финишировал на девятом месте, при этом в первой части сезона 1937/38 команда даже боролась за чемпионство, во многом благодаря прекрасной игре форварда Гордона Ходжсона, забившего 25 мячей. В 1939 году клуб стал тринадцатым, но после Второй мировой войны «Лидс» по итогам сезона 1946/47 снова вылетел во Второй дивизион, набрав лишь 18 очков. Билли Хэмптон покинул свой пост, а на его место был приглашён бывший игрок «Лидса» Уиллис Эдвардс. В сезоне 1947/48 клуб едва не вылетел в Третий дивизион, и Эдвардс был смещён со своего поста, став помощником нового главного тренера — Фрэнка Бакли.

### Эпоха Дона Реви (1961—1974)
В 1961 году тренером команды был назначен бывший крайний полузащитник «Лидса» Дон Реви, с которым команда добилась наиболее значимых успехов. К знаменитым Джеки Чарльтону и Билли Бремнеру, вместе с которыми он ещё недавно сам выходил на поле, новый наставник добавил молодёжь в лице Питера Лоримера и Нормана Хантера. Объединив коллектив общей идеей, Реви в 1964 году выводит «Лидс» в Первый дивизион Футбольной лиги, а уже в следующем сезоне команда занимает второе место в чемпионате. «Серебро» английского первенства дало возможность выступить в Кубке ярмарок (впоследствии Кубок УЕФА), для завоевания которого йоркширцам понадобилось всего три года.
В сезоне 1967/68 «Лидс» выиграл Кубок ярмарок, победив дома в первой финальной встрече 1:0 (Джонс) и сыграв вничью в ответном матче 0:0 с «Ференцварошем» из Венгрии. В том же сезоне подопечные Реви впервые победили и на «Уэмбли». В финале Кубка Футбольной лиги был повержен «Арсенал» — 1:0. Но болельщики требовали большего, и сезон 1968/69 стал лучшим в истории «Лидса». Команда впервые в своей истории выиграла чемпионат Англии, потерпев всего четыре поражения и с рекордным для первенства результатом в 67 очков. В 1971 году английский клуб второй раз в своей истории выиграл Кубок ярмарок. В 1972 году отмечалось столетие старейшего в мире футбольного соревнования, Кубка Англии. И в том же году «Лидс» выиграл его в единственный раз в своей истории, победив «Арсенал» 1:0.

### 1974—1988
В 1974 год Дон Реви ушёл с поста главного тренера «Лидс Юнайтед», чтобы принять сборную Англии. Руководство клуба долго не могло решить, кто же сменит легенду «Лидса». И назначение Брайана Клафа главным тренером «павлинов» стало шоком для всех. Дело в том, что ранее Клаф постоянно критиковал «Лидс», называя игроков симулянтами и шарлатанами, а игру команды — гнилой и ограниченной. За это игроки «Лидса» его ненавидели. Тренер руководил «Лидсом» всего 44 дня. Он не смог найти взаимопонимания ни с игроками, ни с тренерами, работавшими до этого с Реви. Из семи матчей под руководством Клафа «Лидс» выиграл лишь один, трижды проиграл и трижды сыграл вничью. Руководство клуба приняло решение, что Клаф не способен справиться с командой, и уволило его. В 1974 году Джимми Армфилд принял бразды правления клубом и довёл его до финала Кубка европейских чемпионов. Парижский финал, в котором «Лидс» проиграл «Баварии» со счётом 0:2, запомнился, прежде всего, безобразным судейством в пользу немцев и, в ответ на это, беспорядками на трибунах. После этого «Лидс» не играл в Европе четыре года. В последующие годы вернуть команду в элиту английского футбола пытались легенды «Лидса» Эдди Грей, а потом и Билли Бремнер, но их усилия не увенчались успехом.

### Эра Говарда Уилкинсона (1988—1996)

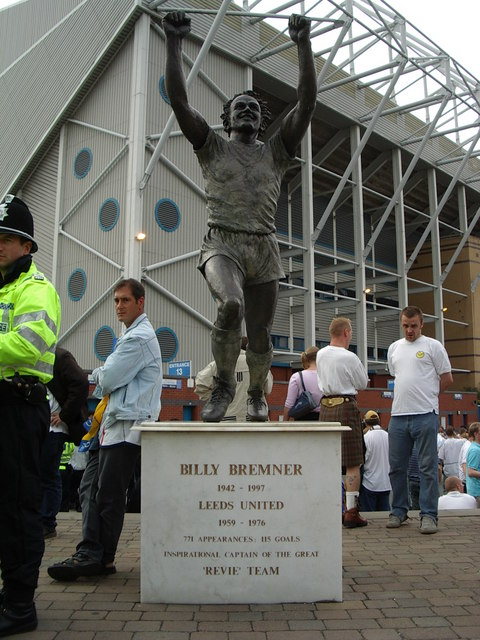
Статуя бывшему капитану «белых» Билли Бремнеру рядом со стадионом «Элланд Роуд»

Возрождение команды началось в 1988 году с приходом в команду Говарда Уилкинсона. В конце сезона 1989/90 «Лидс» вернулся в Первый дивизион. Перед сезоном клуб приобрёл у «Манчестер Юнайтед» шотландца Гордона Стракана, у «Ноттингем Форест» был приобретён нападающий Ли Чапман. К команде также присоединились Гари Макаллистер и Эрик Кантона. Сюрпризом для болельщиков стало приглашение в команду из «Уимблдона» Винни Джонса. В результате умелой клубной работы Говарда Уилкинсона «Лидс» в сезоне 1990/91 занял четвёртое место в Первом дивизионе. А годом позже «Лидс» завоевал титул чемпиона Англии, обогнав ближайшего преследователя «Манчестер Юнайтед» на 4 очка, таким образом, клуб стал последним чемпионом Дивизиона 1 (в 1992 году была учреждена английская Премьер-лига). Однако уже в следующем сезоне «Лидс» был вынужден бороться за выживание в Премьер-лиге и занял лишь семнадцатое место. Следующие два сезона были для «Лидса» более удачными, клуб дважды занимал в таблице пятое место.

### Команда Дэвида О’Лири
В 1996 году «Лидс» впервые за многие годы вышел в финал Кубка Лиги, однако на «Уэмбли» потерпел поражение со счётом 0:3 от «Астон Виллы». Это поражение стало началом конца карьеры Говарда Уилкинсона в «Лидсе». Вскоре Уилкинсон был смещён со своего поста, а ему на смену пришёл Джордж Грэм. Однако карьера Грэма в «Лидсе» была недолгой — в сентябре 1998 года он перешёл работать в «Тоттенхэм Хотспур», а наставником «Лидса» стал его ассистент — Дэвид О’Лири. С О’Лири «Лидс» финишировал в Английской Премьер-лиге в 1999 году четвёртым, а в 2000 году команда стала третьей. Это место позволило клубу выступать в следующем сезоне в Лиге чемпионов. В преддверии Лиги чемпионов «Лидс» укрепился такими игроками как Марк Видука, Оливье Дакур, Доминик Маттео и Рио Фердинанд. Также с приходом О’Лири за «Лидс» стали больше играть выпускники клубной академии и приобретённые молодые таланты, такие как Ли Бойер, Джонатан Вудгейт, Алан Смит, Иан Харт, Харри Кьюэлл, Дэнни Миллз и другие.
Солидная проверка на прочность предстояла клубу в сезоне 2000/01 в Лиге чемпионов УЕФА. «Лидс» оказался в так называемой «группе смерти» с клубами-грандами европейского футбола — «Барселоной», «Миланом» и «Бешикташем». Несмотря на поражение со счётом 0:4 в Барселоне, «Лидс» обыграл со счётом 1:0 «Милан», затем «Бешикташ», а затем были домашняя ничья с «Барселоной», ничья с «Бешикташем» в Турции, и наконец, выездная ничья с «Миланом». Во втором групповом этапе «Лидсу» противостояли — мадридский «Реал», чемпион Италии «Лацио» и чемпион Бельгии «Андерлехт», но команда успешно справилась с выходом в четвертьфинал турнира. В четвертьфинале «Лидс» обыграл по сумме двух матчей «Депортиво» со счётом 3:2. Однако в полуфинале «Лидс» потерпел поражение от другого испанского клуба «Валенсии» со счётом 0:3. В национальном чемпионате «Лидс» занял четвёртое место, которое не позволяло клубу выступать в следующем сезоне в Лиге чемпионов. Руководство же клуба желало видеть «Лидс» именно в этом турнире.

### Финансовые трудности
Для достижения высоких целей клуб инвестировал средства в приобретение таких игроков, как Робби Фаулер, Сет Джонсон и других. Затраты на приобретение игроков руководство клуба предполагало окупать участием в Лиге чемпионов. Однако в сезоне 2001/02 «Лидс» занял в Премьер-лиге лишь пятое место. К этому времени затраты на приобретение игроков составили примерно 100 млн фунтов стерлингов, от продажи игроков было выручено лишь 66 млн фунтов. Общий долг клуба в 2003 году составил около 80 млн фунтов.
Финансовая ситуация в клубе была критической. Клуб был вынужден продать ведущих футболистов: Алана Смита, Харри Кьюэлла, Джонатана Вудгейта, Сета Джонсона и Ли Бойера. С молотка пошли также стадион «Элланд Роуд» и тренировочная база клуба. Сам клуб после 11 сезонов в высшем дивизионе английского футбола вылетел в Чемпионшип, где в сезоне 2004/05 занял только 14-е место.

### Эпоха Кена Бейтса
В январе 2005 стало известно, что клуб приобрёл Кен Бейтс, который в своё время продал «Челси» Роману Абрамовичу. В следующем сезоне «Лидс» под руководством Кевина Блеквелла занял пятое место в Чемпионшипе, что дало право играть в плей-офф и бороться за третью путёвку в Премьер-лигу. Однако в финале плей-офф «Лидс» уступил на стадионе «Миллениум» в Кардиффе «Уотфорду» со счётом 0:3.
Бейтс провёл ряд махинаций по очищению клуба от долгов, результатом которых стало то, что «Лидс» попал под внешнее управление. В результате этого в сезоне 2006/07 команда получила 10-очковый штраф и впервые за всю свою историю вылетела в Лигу 1, третий по рангу дивизион Англии. Летом клуб был продан подставной компании, которую спустя некоторое время возглавил Кен Бейтс. Этими махинациями заинтересовались британские власти. Пока проводилась проверка этой сделки на законность, вышло время, которое отводится на продажу клуба, находящегося под внешним управлением. По правилам Футбольной Лиги клуб должен был быть исключён из неё, однако руководство Лиги сослалось на «исключительные обстоятельства» и допустило «Лидс» к старту в Лиге 1, но при этом решила снять с «Белых» 15 очков. Даже несмотря на штраф «Лидс» закончил сезон на пятом месте в турнирной таблице, а это — опять игры плей-офф за выход в Чемпионшип. Но как и двумя годами ранее в финале плей-офф «Лидс» уступил, на сей раз клубу «Донкастер Роверс» со счётом 0:1. В декабре 2008 года Гари Макаллистер был уволен с поста главного тренера после 5 поражений кряду и «Лидс» возглавил Саймон Грейсон.
Следующий сезон стал для «павлинов» очень удачным. 3 января 2010 года, в матче Третьего Раунда Кубка Англии, «Лидс» выиграл у «Манчестер Юнайтед» на «Олд Траффорд» 1:0 и выбил действующих чемпионов Премьер-лиги из розыгрыша. Единственный гол на свой счёт записал 26-летний нападающий Джермейн Бекфорд, который был признан игроком раунда. В четвёртом раунде Кубка Англии дружину Саймона Грейсона принимал лондонский «Тоттенхэм Хотспур». Драматичный матч на «Уайт Харт Лейн» закончился вничью 2:2, причём «Лидс» отыгрался на 6-й добавленной минуте с пенальти, который хладнокровно реализовал все тот же Бекфорд. Однако дома в переигровке «павлины» уступили 1:3. На гол Лучано Беккио лондонцы ответили хет-триком Дефо. Однако главное событие сезона была ещё впереди. 8 мая после победы над «Бристоль Роверс» со счётом 2:1 «Лидс» занял второе место в Лиге 1 и получил право выступать в сезоне 2010/11 в Чемпионшипе.
8 января 2011 года «Лидс Юнайтед» сыграл вничью 1:1 в Третьем Раунде Кубка Англии с «Арсеналом», но в переигровке удача вновь сопутствовала клубу из Премьер-лиги. Тот сезон «белые» закончили на седьмой строчке, пропустив вперёд на 3 очка «Ноттингем Форест». В сезоне 2011/12 команде удалось занять лишь 14-е место, причём по ходу сезона Саймона Грейсона на тренерском мостике заменил тренер-рекордсмен по промоушенам (повышение в классе) Нил Уорнок.

### С 2012 по 2020 год
В конце ноября 2012 года клуб выпустил заявление о смене владельца. Кен Бейтс нашёл покупателей в лице инвестиционного фонда GFH Capital, штаб-квартира которого находится в Дубае. До конца сезона 2012/13 Бейтс оставался во главе совета директоров клуба, для того чтобы передать дела управляющему Дэвиду Хэю. Состав команды кардинально изменился в сезоне 2012/13. В Кубке Англии «Лидс» дошёл до пятого раунда, выбив из борьбы по ходу турнира «Тоттенхэм Хотспур», но уступил в 1/8 финала «Манчестер Сити». В Кубке Лиги «белые» обыграли «Эвертон» и «Саутгемптон», и пробились в четвертьфинал, в котором уступили лондонскому «Челси». В Чемпионшипе же команда заняла 13-е место. В последующие годы результаты команды не улучшились — команда продолжила болтаться в середине таблицы (15 место по итогам сезонов 2013/14 и 2014/15), кроме того, что в сезоне 2013/14 Росс Маккормак стал лучшим бомбардиром сезона (в 46 матчах забил 28 голов и ещё отдал 9 голевых передач), после чего отправился в «Фулхэм». В сезоне 2014/15 у команды начались проблемы с руководящим составом — итальянский владелец команды Массимо Челлино покинул пост президента «Лидса» и начал искать покупателей, в частности велись разговоры о продаже клуба компании Red Bull. За это время у итальянских игроков команды начали возникать конфликты с тренерским штабом, который сменился по окончании сезона — новым главным тренером стал Уве Реслер, ранее тренировавший «Уиган Атлетик». В октябре 2015 года Уве Реслер был уволен из клуба, в то время как клуб занимал 18-е место в турнирной таблице Чемпионшипа после 11 туров. Реслер стал пятым тренером, отправленным в отставку при нынешнем владельце клуба Массимо Челлино, который купил клуб в начале 2014 года. Новым тренером стал Стив Эванс, ранее работавший в «Ротерем Юнайтед», а Челлино был отстранён от футбольной деятельности за неуплату налогов. Стив Эванс помог клубу подняться на 13 место по итогам сезона 2015/16, однако Челлино решил пригласить нового тренера — однако восемь тренеров отказались возглавить «Лидс», причиной отказов во всех случаях стала репутация итальянского владельца. Стать новым тренером согласился Гарри Монк, подписав контракт 1+1.
8 декабря 2016 года Массимо Челлино был отстранён от футбола на 18 месяцев, и начал вести переговоры о продаже клуба. В конце сезона 2016/17 другой итальянский бизнесмен — Андреа Радриццани — завершил приобретение «Лидса» (ранее зимой он приобрёл 50 % акций клуба). «Лидс» занял седьмое место в Чемпионшипе и не попал в плей-офф за право выйти в АПЛ, главный тренер команды — Гарри Монк — покинул свой пост, не сумев договориться с новым владельцем о новом контракте. Новым тренером стал Томас Кристиансен, однако был уволен в начале февраля 2018 года — клуб занимал 10-е место после 30 туров. Следующий тренер команды — Пол Хекингботтом — не улучшил результаты команды, которая закончила сезон на 13 месте и, 1 июня 2018 года, он был уволен со своего поста, спустя всего четыре месяца работы в клубе. 
В начале лета 2018 года миноритарным акционером клуба стал американская инвестиционная компания «49ers Enterprises», ответственная за финансирование клуба НФЛ «Сан-Франциско». 15 июня на пост главного тренера был назначен Марсело Бьелса, подписавший двухлетний контракт с возможностью продления на третий год. В первом же сезоне Бьелсы был впечатляющий старт и клуб большую часть сезона оставался в двойке лидеров вместе с «Норвич Сити», уверенно претендуя на выход в Премьер-лигу. Однако провальная концовка сезона отбросила команду на третье место и в полуфинале плей-офф, по сумме двух матчей, «Лидс» уступил «Дерби Каунти» (3:4) и остался в Чемпионшипе. В следующем сезоне «белые» уверенно заняли первое место и впервые за шестнадцать лет отсутствия в Премьер-лиге, вернулись в высший дивизион. Команда большую часть сезона входила в двойку лидеров и ни разу не опускалась ниже пятого места в таблице.

### С 2020 года
Первый сезон после возвращения клуба в Премьер-лигу завершился для «Лидса» удачно — 9-е место в турнирной таблице с 59 очками. Этот результат стал наибольшим по количеству очков для команды, недавно вышедшей в высший дивизион (со времен «Ипсвича» в сезоне 2000/01). Однако следующий сезон оказался не столь успешным, и после серии неудачных результатов, в феврале 2022 года, Бьелса был уволен из клуба. Джесси Марш, назначенный ему на замену, помог клубу избежать вылета в последнем туре сезона. Сезон 2022/23 так же складывался неудачно и, как следствия, в феврале 2023 года Марш был отправлен в отставку. Его заменил Хавьер Грасия. 3 мая 2023 года, отработав в клубе менее трёх месяцев, одержав за этот период всего три победы из двенадцати игр, был уволен. Ему на смену до конца сезона пришёл Сэм Эллардайс, который не смог предотвратить вылет клуба.
4 июля 2023 года, главным тренером был назначен Даниель Фарке. 18 июля компания «49ers Enterprises», владевшая тогда 44% акций клуба, достигла соглашения с Андреа Радриццани о выкупе оставшихся 56%. В первом сезоне после возвращения в Чемпионшип, «Лидс» упустил возможность повышения в классе, проиграв в финале плей-офф «Саутгемптону» (0:1). В следующем сезоне «павлины» не покидали тройку лидеров, к концу сезона ведя упорную борьбу за первые два места с «Шеффилд Юнайтед» и «Бёрнли». В конечном итоге «Лидс» финишировал первым, набрав 100 очков и опередив «Бёрнли», набравшем такое же количество очков, по разнице забитых и пропущенных голов.
В матче-открытии сезона 2025/26, проходившего 18 августа на Элланд Роуд, «Лидс» со счётом 1:0 обыграл «Эвертон», став тем самым первым за 17 лет клубом-победителем Чемпионшипа, выигравшим матч первого тура АПЛ.

## Соперничество с другими клубами
Одно из главных противостояний в английском футболе — соперничество между «Манчестер Юнайтед» и «Лидс Юнайтед». Оно приобрело такой статус из-за традиционной вражды между Ланкаширом и Йоркширом, которое часто ещё называют «Войной роз» в память об имевшей в действительности место Войне Алой и Белой розы между этими графствами. Противостояние с «Челси» проистекает из серии матчей в 60-х — 70-х, в частности из Финала Кубка Англии 1970.
Также фанаты «Лидса» испытывают неприязнь к фанатам «Миллуолла» и «Галатасарая». С турецким клубом отношения испортились после того, как два болельщика «Лидса» были убиты перед матчем этих двух команд в Кубке УЕФА в апреле 2000 года.
Кроме того, настоящими дерби считаются матчи с «Брэдфорд Сити» и «Хаддерсфилд Таун» в силу их географической близости к Лидсу. Однако в последнее время эти клубы нечасто оказываются в одной лиге, поэтому йоркширские дерби случаются без происшествий.

## Основной состав
| 1  | Бразилия   | Вр  | Лукас Перри           | 1997 |  |  |  |  |  |
| 21 | Англия     | Вр  | Алекс Кэрнс           | 1993 |  |  |  |  |  |
| 26 | Англия     | Вр  | Карл Дарлоу           | 1990 |  |  |  |  |  |
|    |            |     |                       |      |  |  |  |  |  |
| 2  | Англия     | Защ | Джейден Богл          | 2000 |  |  |  |  |  |
| 3  | Швеция     | Защ | Габриэль Гудмундссон  | 1999 |  |  |  |  |  |
| 5  | Нидерланды | Защ | Паскаль Стрёйк        | 1999 |  |  |  |  |  |
| 6  | Уэльс      | Защ | Джо Родон             | 1997 |  |  |  |  |  |
| 15 | Словения   | Защ | Яка Бийол             | 1999 |  |  |  |  |  |
| 23 | Бельгия    | Защ | Себастиан Борнау      | 1999 |  |  |  |  |  |
| 25 | Англия     | Защ | Сэм Байрам            | 1993 |  |  |  |  |  |
| 33 | Швейцария  | Защ | Исаак Шмидт           | 1999 |  |  |  |  |  |
|    |            |     |                       |      |  |  |  |  |  |
| 4  | Уэльс      | ПЗ  | Итан Ампаду (капитан) | 2000 |  |  |  |  |  |
| 7  | Уэльс      | ПЗ  | Дэниел Джеймс         | 1997 |  |  |  |  |  |

| 8  | Англия                    | ПЗ  | Шон Лонгстафф         | 1997 |  |  |  |  |  |
| 11 | Соединённые Штаты Америки | ПЗ  | Бренден Эронсон       | 2000 |  |  |  |  |  |
| 17 | Бельгия                   | ПЗ  | Ларжи Рамазани        | 2001 |  |  |  |  |  |
| 18 | Германия                  | ПЗ  | Антон Штах            | 1998 |  |  |  |  |  |
| 20 | Англия                    | ПЗ  | Джек Харрисон         | 1996 |  |  |  |  |  |
| 22 | Япония                    | ПЗ  | Ао Танака             | 1998 |  |  |  |  |  |
| 29 | Италия                    | ПЗ  | Вилли Ньонто          | 2003 |  |  |  |  |  |
| 42 | Шотландия                 | ПЗ  | Сэмьюэл Чеймберс      | 2007 |  |  |  |  |  |
| 44 | Болгария                  | ПЗ  | Илия Груев            | 2000 |  |  |  |  |  |
|    |                           |     |                       |      |  |  |  |  |  |
| 9  | Англия                    | Нап | Доминик Калверт-Льюин | 1997 |  |  |  |  |  |
| 10 | Нидерланды                | Нап | Джоэл Пиру            | 1999 |  |  |  |  |  |
| 14 | Германия                  | Нап | Лукас Нмеча           | 1998 |  |  |  |  |  |

### Вне состава
| \| № \| \| Поз. \| Имя \| Год рождения \| \| - \| \| ---- \| -------------- \| ------------ \| \| \| \| Вр \| Иллан Мелье \| 2000 \| \| \| \| ПЗ \| Дарко Гьяби \| 2004 \| \| \| \| Нап \| Сэм Гринвуд \| 2002 \| \| \| \| Нап \| Патрик Бэмфорд \| 1993 \| |         |      |                |              |
| № |         | Поз. | Имя            | Год рождения |
| | Франция | Вр   | Иллан Мелье    | 2000         |
| | Англия  | ПЗ   | Дарко Гьяби    | 2004         |
| | Англия  | Нап  | Сэм Гринвуд    | 2002         |
| | Англия  | Нап  | Патрик Бэмфорд | 1993         |

### Игроки в аренде
| \| № \| \| Поз. \| Имя \| Год рождения \| \| -- \| \| ---- \| ---------------------------------------------------- \| ------------ \| \| 19 \| \| Нап \| Матео Джозеф (в «Мальорке» до 30 июня 2026 года) \| 2003 \| \| 30 \| \| Нап \| Джо Гелхардт (в «Халл Сити» до 30 июня 2026 года) \| 2002 \| \| 39 \| \| Нап \| Максимилиан Вёбер (в «Вердере» до 30 июня 2026 года) \| 1998 \| \| 50 \| \| ПЗ \| Чарли Кру (в «Донкастере» до 30 июня 2026 года) \| 2006 \| |         |      |                                                      |              |
| № |         | Поз. | Имя                                                  | Год рождения |
| 19 | Испания | Нап  | Матео Джозеф (в «Мальорке» до 30 июня 2026 года)     | 2003         |
| 30 | Англия  | Нап  | Джо Гелхардт (в «Халл Сити» до 30 июня 2026 года)    | 2002         |
| 39 | Австрия | Нап  | Максимилиан Вёбер (в «Вердере» до 30 июня 2026 года) | 1998         |
| 50 | Уэльс   | ПЗ   | Чарли Кру (в «Донкастере» до 30 июня 2026 года)      | 2006         |

## Тренерский штаб
| Должность                  | Имя             |
| -------------------------- | --------------- |
| Главный тренер             | Даниель Фарке   |
| Ассистент главного тренера | Эдмунд Ример    |
| Ассистент главного тренера | Данило де Соуза |
| Тренер                     | Кристофер Джон  |
| Тренер вратарей            | Эд Вуттен       |
| Тренер по физподготовке    | Крис Домогалла  |

## Символика

### Форма
```
Домашняя форма
```

| 2008/09 | 2009/10 | 2010/11 | 2011/12 | 2012/13 | 2013/14 | 2014/15 | 2015/16 | 2016/17 | 2017/18 | 2018/19 |
| 2019/20 | 2020/21 | 2021/22 | 2022/23 | 2023/24 | 2024/25 | 2025/26 |         |         |         |         |

```
Гостевая форма
```

| 2008/09 | 2009/10 | 2010/11 | 2011/12 | 2012/13 | 2013/14 | 2014/15 | 2015/16 | 2016/17 | 2017/18 | 2018/19 |
| 2019/20 | 2020/21 | 2021/22 | 2022/23 | 2023/24 | 2024/25 | 2025/26 |         |         |         |         |

```
Резервная форма
```

| 2008/09 | 2018/19 | 2019/20 | 2020/21 | 2021/22 | 2022/23 | 2023/24 | 2025/26 |

Источники:,

## Стадион
Стадион был открыт в 1897 году. Вмещает 37 890 зрителей и является по этому показателю 12 стадионом Англии по вместимости. Один из стадионов, принимавших матчи Чемпионат Европы 1996. Был в списке кандидатов в заявке Англии на Чемпионат мира 2018.
Элланд Роад включает в себя 4 основных трибуны: трибуна Реви, Восточная трибуна, трибуна Нормана Хантера и трибуна Джона Чарльза. Рекорд посещаемости, 57 892 человека, был зафиксирован 15 марта 1967 года в переигровке матча 5-го раунда Кубка Англии против «Сандерленда». Максимальная посещаемость матча Премьер-лиги — 40 287 человек в матче против «Ньюкасла» 22 декабря 2001 года. Размеры поля составляют примерно 105 на 68 метров, со всех сторон поле окружают водостоки. Установлена система подогрева газона, под полем находятся 95 километров трубопровода. Лишь сильный туман, метель или очень серьёзное наводнение вынудят перенести или прервать матч.
В 2004 году в связи с тяжелейшим финансовым положением клуба стадион был продан компании «Teak Commercial Ltd», которая зарегистрирована на Британских Виргинских островах. «Лидс» тут же арендовал стадион на 25 лет с опцией о возможном выкупе за сумму всех арендных платежей, умноженных на некоторый коэффициент. На данный момент стадион был выкуплен клубом обратно.

## Достижения

### Национальные
- Первый дивизион Футбольной лиги / Премьер-лига
  - Чемпион (3): 1968/69, 1973/74, 1991/92
  - Вице-чемпион (5): 1964/65, 1965/66, 1969/70, 1970/71, 1971/72
- Второй дивизион Футбольной лиги / Чемпионшип
  - Чемпион (5): 1923/24, 1963/64, 1989/90, 2019/20, 2024/25
  - Вице-чемпион (3): 1927/28, 1931/32, 1955/56
- Кубок Англии
  - Обладатель: 1972
  - Финалист (3): 1965, 1970, 1973
- Кубок Футбольной лиги
  - Обладатель: 1968
  - Финалист: 1996
- Суперкубок Англии
  - Обладатель (2): 1969, 1992

### Международные
- Кубок европейских чемпионов
  - Финалист: 1975
- Кубок обладателей кубков УЕФА
  - Финалист: 1973
- Кубок ярмарок
  - Обладатель (2): 1967/68, 1970/71
  - Финалист: 1966/67
- Суперфинал Кубка ярмарок
  - Финалист: 1971

## Персональные награды

### Члены Зала славы английского футбола
Следующие футболисты и тренеры «Лидс Юнайтед» были включены в Зал славы английского футбола:

| Игроки - Эрик Кантона - Джон Чарльз - Билли Бремнер - Джек Чарльтон - Иан Раш - Джонни Джайлз | Тренеры - Брайан Клаф - Дон Реви - Терри Венейблс - Джимми Армфилд |

### Члены Зала славы шотландского футбола
Следующие футболисты и тренеры «Лидс Юнайтед» были включены в Зал славы шотландского футбола:

| Игроки - Билли Бремнер - Джо Джордан - Гордон Стракан - Питер Лоример | Тренеры - Джок Стейн |

### 100 легенд Футбольной лиги
Следующие футболисты «Лидс Юнайтед» были включены в список 100 легенд Футбольной лиги:

| Игроки - Уилф Коппинг - Джон Чарльз - Джонни Джайлз | - Билли Бремнер - Норман Хантер - Иан Раш - Эрик Кантона |

## Факты
В 2004 году для «Лидса» была разработана специальная высокотехнологичная домашняя форма. Эксперты компании Diadora оснастили футболки индикатором активности игрока, который располагался на плече. Если футболист не проявлял должного усердия в матче, то эмблема меняла цвет. Индикатор реагировал на физическую активность, влияющую на температуру тела.

## В популярной культуре
- Проклятый «Юнайтед» — рассказ Дэвида Писа, повествующий о 44-дневном пребывании Брайана Клафа на посту тренера «Лидс Юнайтед».
- В 2009 году на свет был выпущен фильм режиссёра Тома Хупера «Проклятый „Юнайтед“», за основу которого была взята книга Дэвида Писа.
- «Лидс Юнайтед» — название песни Аманды Палмер.